# Jeux asiatiques d'hiver de 1986
Navigation
Édition suivante
Les Jeux asiatiques d'hiver de 1986 constituent la première édition des Jeux asiatiques d'hiver, organisée du 1er mars 1986 au 8 mars 1986 à Sapporo, au Japon.